# Knoppix
KNOPPIX是一套光盘或USB闪存盘启动的GNU/Linux系统（LiveCD），功能包括：自动硬件监测、支持常见的显卡、声卡、SCSI和USB设备，以及其它外设。KNOPPIX可用于Linux演示、光盘教学、系统急救，经过适当改造，还可以用于商业软件的产品演示。KNOPPIX采用了特殊的解压缩技术，不需要硬盘安装，一张CD，就容纳了2GB的可执行程序，供用户自由使用。
Knoppix最初由德国工程师Klaus Knopper设计，取名于其姓氏Knopper + Linux，读作“k'nopiks”，重音在no。
KNOPPIX基于Debian GNU/Linux，桌面系统主要采用KDE，主要软件还包括GIMP、LibreOffice等。不同的團體基於Knoppix的穩定性，都利用Knoppix的distro開發自己的工具碟。例如：CHFI就有一張利用Knoppix Linux改裝的信息鑑證启动光盘；而台灣的台南市教育局亦有製作中文化的Knoppix Distro，當中還包括文鼎字型和字型編輯器。

## 内容

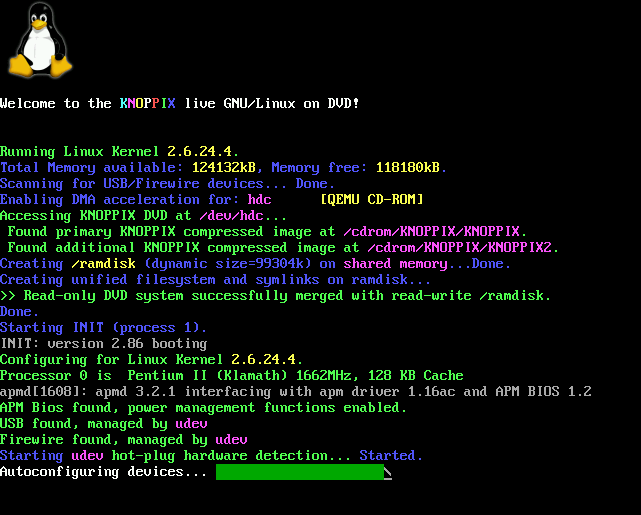
经典的Knoppix启动过程。

在CD版本超过有1000软件包，而在DVD版本超过有2600软件包。在DVD上，以压缩格式存储了容量高达9GB的内容。在这些软件包中包括：
- LXDE，一个轻量级的X11桌面环境（默认为6.0.1和更高版本），或KDE 3，一个更多特性的桌面环境，默认为5.3.1和更早的版本。
- MPlayer，带有MP3和Ogg Vorbis音频播放支持。
- 網路存取软件，包括KPPP拨号器和综合业务数字网实用程序
- Iceweasel网络浏览器（基于Mozilla Firefox）
- Icedove（英语：Icedove） e-mail客户端（基于Mozilla Thunderbird）
- GIMP，一个图像处理程序
- 数据拯救和系统修理工具
- 网络分析和管理工具
- LibreOffice，一个完整的办公套件
- 终端

## 歷史版本
截至2008年4月，从版本4起直到5.1.1，Knoppix的已分割成一个DVD版的“Maxi”（与超过9 GB的软件），和CD版的“Light”，两者并行发展的。從2014年8月起發行的7.4版開始，除特別版本外僅發行DVD版。 
以下是主要发行版的版本历史记录：
| 版本                                    | 發佈日期       | CD | DVD |
| --------------------------------------- | -------------- | -- | --- |
| 1.4                                     | 2000年12月30日 | 是 | 否  |
| 1.6                                     | 2001年4月26日  | 是 | 否  |
| 2.1                                     | 2002年3月14日  | 是 | 否  |
| 2.2                                     | 2002年5月14日  | 是 | 否  |
| 3.1                                     | 2003年1月19日  | 是 | 否  |
| 3.2                                     | 2003年7月26日  | 是 | 否  |
| 3.3                                     | 2004年2月16日  | 是 | 否  |
| 3.4                                     | 2004年5月17日  | 是 | 否  |
| 3.5 LinuxTag-Version                    | 2004年6月      | 否 | 是  |
| 3.6                                     | 2004年8月16日  | 是 | 否  |
| 3.7                                     | 2004年12月9日  | 是 | 否  |
| 3.8 CeBIT-Version                       | 2005年2月28日  | 是 | 否  |
| 3.8.1                                   | 2005年4月8日   | 是 | 否  |
| 3.8.2                                   | 2005年5月12日  | 是 | 否  |
| 3.9                                     | 2005年6月1日   | 是 | 否  |
| 4.0 LinuxTag-Version                    | 2005年6月22日  | 否 | 是  |
| 4.0 updated                             | 2005年8月16日  | 否 | 是  |
| 4.0.2                                   | 2005年9月23日  | 是 | 是  |
| 5.0 CeBIT-Version                       | 2006年2月25日  | 否 | 是  |
| 5.0.1                                   | 2006年6月2日   | 是 | 是  |
| 5.1.0                                   | 2006年12月30日 | 是 | 是  |
| 5.1.1                                   | 2007年1月4日   | 是 | 是  |
| 5.2 CeBIT-Version                       | 2007年3月      | 否 | 是  |
| 5.3 CeBIT-Version                       | 2008年2月12日  | 否 | 是  |
| 5.3.1                                   | 2008年3月26日  | 否 | 是  |
| ADRIANE                                 |                |    |     |
| 6.0.0                                   | 2009年1月28日  | 是 | 否  |
| 6.0.1                                   | 2009年2月8日   | 是 | 否  |
| 6.1 CeBIT-Version                       | 2009年2月25日  | 是 | 是  |
| 6.2 / ADRIANE 1.2                       | 2009年11月18日 | 是 | 是  |
| 6.2.1                                   | 2010年1月31日  | 是 | 是  |
| 6.3 CeBIT-Version                       | 2010年3月2日   | 否 | 是  |
| 6.4.3                                   | 2010年12月20日 | 是 | 是  |
| 6.4.4                                   | 2011年2月1日   | 是 | 是  |
| 6.5 CeBIT-Version                       | 2011年3月      | 否 | 是  |
| 6.7.0                                   | 2011年8月3日   | 是 | 是  |
| 6.7.1                                   | 2011年9月16日  | 是 | 是  |
| 7.0.1                                   | 2012年5月24日  | 否 | 是  |
| 7.0.2                                   | 2012年5月30日  | 否 | 是  |
| 7.0.3                                   | 2012年7月1日   | 是 | 是  |
| 7.0.4                                   | 2012年8月20日  | 是 | 是  |
| 7.0.5                                   | 2012年12月21日 | 是 | 是  |
| 7.2.0                                   | 2013年6月24日  | 是 | 是  |
| 7.4.0                                   | 2014年8月7日   | 否 | 是  |
| 7.4.1                                   | 2014年9月15日  | 否 | 是  |
| 7.4.2                                   | 2014年9月28日  | 否 | 是  |
| 7.5 CeBIT-Version                       | 2015年3月16日  | 否 | 是  |
| 7.6.0                                   | 2015年11月21日 | 否 | 是  |
| 7.6.1                                   | 2016年1月16日  | 否 | 是  |
| 7.7.0 CeBIT-Version                     | 2016年3月14日  | 否 | 是  |
| 7.7.1                                   | 2016年10月27日 | 否 | 是  |
| 8.0.0 CeBIT-Version                     | 2017年3月24日  | 否 | 否  |
| 8.1.0                                   | 2017年9月27日  | 否 | 是  |
| 8.2.0                                   | 2018年5月16日  | 否 | 是  |
| 8.3.0 (DELUG-DVD)                       | 2018年6月7日   | 否 | 是  |
| 8.5.0 Linux-Magazin Edition (exclusive) | 2019年3月14日  | 是 | 是  |

## 優點
Knoppix的硬件支援極佳，即使是較新的產品，很多時都可以正常運用。

## 缺點
Knoppix對中日韓環境的支援極差，在系統預建的漢字字型檔裡，錯字、缺字連篇，字體大小亦不成比例。

## 备注

### 书籍
- Granneman, Scott. . Wiley. 2005. ISBN 978-0-7645-9784-8.
- Hentzen, Whil. . Hentzenwerke. 2007. ISBN 1-930919-56-5.
- Rankin, Kyle. . O'Reilly. 2004. ISBN 978-0-596-00787-4.

### 新闻文章
- Cameron Laird: Knoppix gives bootable, one-disk Linux （页面存档备份，存于）（IBM developer works）
- Distrowatch.com interview with Klaus Knopper （页面存档备份，存于）
- System recovery with Knoppix （页面存档备份，存于）（IBM developer works）